# Manchester Metropolitan University
Manchester Metropolitan University är ett universitet i Manchester i Storbritannien.